# مشاعر معادية لتشينغ

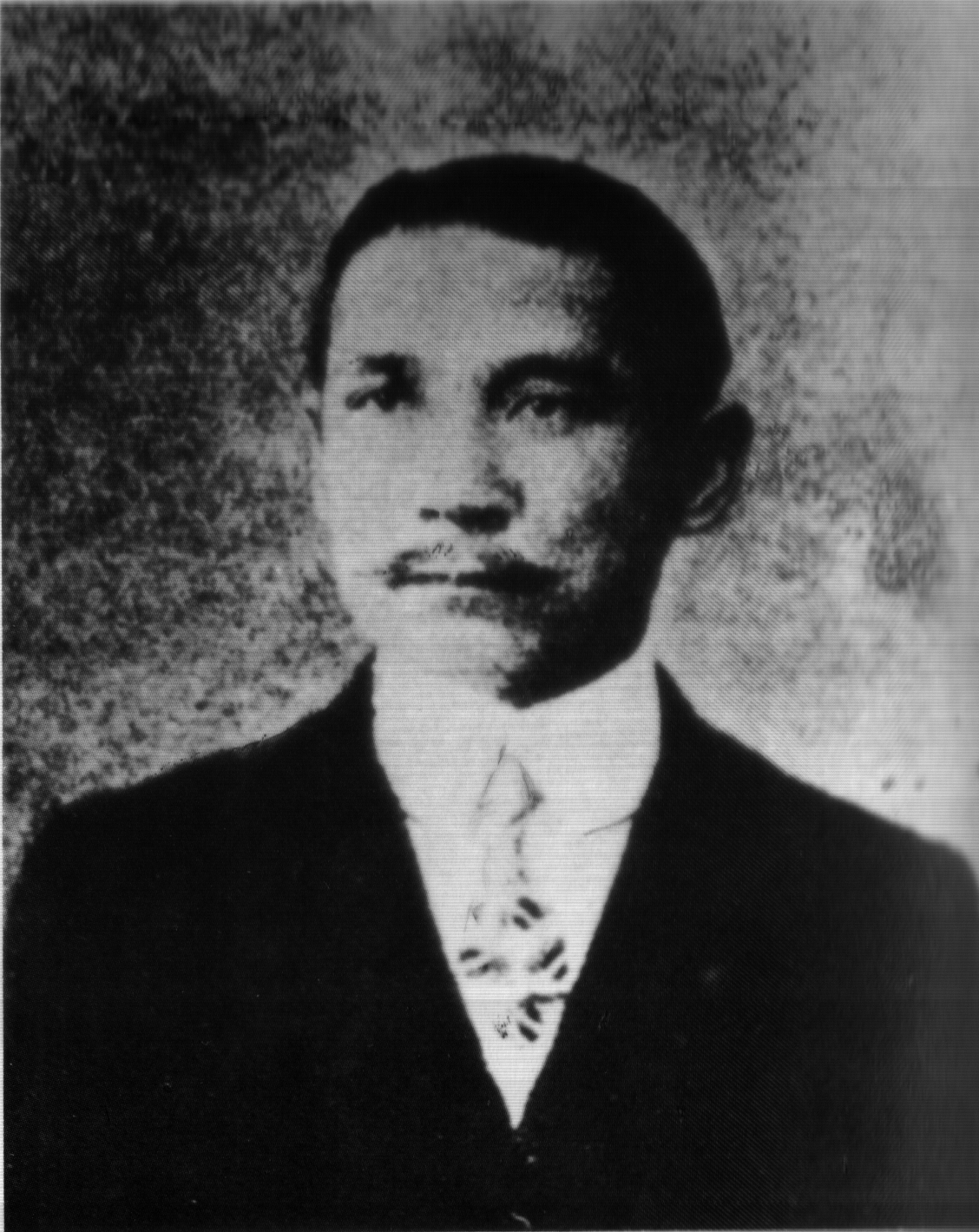
سون يات سين، أحد قادة ثورة شينهاي التي أطاحت بسلالة تشينغ عام 1912. التقطت الصورة عام 1907

تشير المشاعر المعادية لتشينغ (بالصينية: 反清، بالإنكليزية: Anti-Qing sentiment) إلى المشاعر السائدة في الصين أساسًا ضد حكم المانشو في عهد سلالة تشينغ (1636-1912)، والتي انتقدها المعارضون لكونها همجية. اتُهمت سلالة تشينغ بتدمير ثقافة الهان التقليدية بإجبارها الهان على تصفيف شعرهم بطريقة كيو وفق أسلوب المانشو. وألقي اللوم عليها في قمع العلوم الصينية، ما تسبب في تحويل الصين من القوة الأولى في العالم إلى دولة فقيرة متخلفة. عاش شعب الرايات الثمانية من المعاشات الحكومية بخلاف عامة السكان الهان المدنيين.
كان شعار حشد النشطاء المناهضين لتشينغ هو «Fǎn Qīng fù Míng» (فان تشينغ فو مينغ، ويعني حرفيًا: «معارضة تشينغ واستعادة مينغ»)، وارتبط بشعار ثورة الملاكمين «fú Qīng miè yang» («فو تشينغ ميا يانغ، دعم تشينغ وتدمير الأجانب»).
وبمعنى أوسع، كان الناشط المناهض لتشينغ هو أي شخص يشارك في عمل مباشر مناهض للمانشو. شمل ذلك أشخاص ينتمون إلى العديد من الحركات والانتفاضات السياسية السائدة، مثل تمرد تايبينغ، وثورة شينهاي، وثورة الإقطاعيين الثلاثة، وجمعية إحياء الصين، وثورة تونغمينغوي، وثورة بانثا، وثورة اللوتس الأبيض وغيرها.

## موالاة مينغ في بديات عهد تشينغ

### موالو مينغ المسلمون
حارب موالو مينغ الهوي المسلمون بقيادة مي لايين ودينغ غودونغ سلالة تشينغ لإعادة أمير مينغ إلى العرش منذ 1646حتى 1650. عندما أغارت سلالة تشينغ على سلالة مينغ (1368–1644) في عام 1644، قاد موالو مينغ المسلمون في قانسو بزعامة القائدين المسلمين مي لايين ودينغ غودونغ ثورة في عام 1646 تمرد ضد تشينغ في أثناء ثورة مي لايين لطرد سلالة تشينغ وإعادة أمير المينغ يانتشانغ تشو شيتشوان إلى العرش كإمبراطور. دعم سلطان هامي سعيد بابا وابنه الأمير تورومتاي موالي مينغ المسلمين. انضم التبتيون والهان الصينيون إلى موالي مينغ المسلمين في الثورة. بعد قتال عنيف ومفاوضات، عقدت معاهدة سلام في عام 1649، وتعهد مي لايين ودينغ بالولاء اسميًا لتشينغ ومُنحا رتبًا كأعضاء في جيش تشينغ. عندما عاد موالو مينغ الآخرون في جنوب الصين إلى النهوض مرة أخرى واضطر التشينغ إلى سحب قواتهم من قانسو لقتالهم، حمل مي لايين ودينغ السلاح مرة أخرى وتمردوا ضد تشينغ. قضت سلالة تشينغ على الموالين المسلمين مع قتل 100,000 منهم، بمن فيهم مي لايين ودينغ غودونغ وتورومتاي في المعركة.
انضم العالم الكونفوشيوسي الهوي المسلم ما تشو (1640-1710) إلى موالي المينغ الجنوبيين ضد سلالة تشينغ.

### كوشينغا
قاد الجنرال الموالي لمينغ زينغ تشينونغ، المعروف بلقبه كوشينغا، حركة عسكرية لمعارضة سلالة تشينغ منذ عام 1646 حتى عام 1662. وأسس مملكة تونغنينغ في جزيرة تايوان.
تمثال زينغ تشينغونغ في جزيرة قولانغيو في شيامن، واحد من عدة تماثيل في البر الصيني الرئيسي وتايوان.

### جوسون
اتبعت جوسون الكورية نظام تبعية لسلالة المينغ وكان لديها تحالف قوي معها في أثناء الغزوات اليابانية لكوريا (1592-1998). وضع هذا جوسون في مأزق عندما طلب نورهس ومينغ الدعم. حاول غوانغهاي ملك جوسون الحفاظ على الحياد، لكن عارضه معظم مسؤوليه لعدم دعمه المينغ، حليفهم قديم.
خُلع الملك غوانغهاي في عام 1623 وحل محله الملك إنجو (حكم 1623-1649)، الذي نفي أنصار غوانغهاي. وقرر الملك الجديد، بخلاف سياسة سلفه الخارجية، دعم المينغ علنًا، ولكن اندلع تمرد بقيادة القائد العسكري يي غوال في عام 1624 وحطم دفاعات جوسون العسكرية في الشمال. اضطر الملك إنجو، حتى بعد قمع التمرد، إلى تكريس قوات عسكرية لضمان استقرار العاصمة، وترك عدد أقل من الجنود للدفاع عن الحدود الشمالية.
غزا المانشو كوريا مرتين، في 1627 و1636، ما أجبر جوسون في النهاية على قطع علاقاتها مع المينغ، وأصبحت تابعة المانشو. ولكن، استمرت المعارضة الشعبية للمانشو في كوريا. واستمرت جوسون في استخدام تقويم مينغ بدلًا من تقويم تشينغ، واستمر الكوريون في إرتداء الملابس وتسريح شعرهم وفقًا لأسلوب المينغ، بدلًا من تسريحة كيو بأسلوب المانشو. بعد سقوط سلالة مينغ، اعتبر الكوريون في جوسون أنفسهم يواصلون التقاليد الكونفوشيوسية الجديدة.

## ثوار نهايات عهد تشينغ

### سون يات سين
لاستعادة استقلالنا الوطني، يجب علينا أولًا استعادة الأمة الصينية. لاستعادة الأمة الصينية، يجب أن نعيد المانشو البرابرة إلى جبال تشانغباي. وللتخلص من البرابرة، يجب علينا أولًا أن نطيح بحكومة تشينغ الاستبدادية والديكتاتورية والقبيحة والفاسدة. رفاقي المواطنين، إن الثورة هي الوسيلة الوحيدة للإطاحة بحكومة تشينغ!

### زو رونغ
وُلد زو (1885-1905) في مقاطعة سيتشوان غرب الصين في عام 1885 لعائلة تجار، وتلقى تعليمًا كلاسيكيًا لكنه رفض التقدم لامتحانات الخدمة المدنية. عمل كنحات أختام أثناء متابعة الدراسات الكلاسيكية. أصبح مهتمًا بالأفكار الغربية تدريجيًا وسافر إلى اليابان للدراسة في عام 1901، حيث أطلع على الأفكار الثورية الراديكالية والأفكار المناهضة للمانشو.
فيما يلي بعض الاقتباسات من زو رونغ:
«لنتخلص من آلاف السنين من الاستبداد بجميع أشكاله، ولنتخلص من آلاف السنين من العبودية، ولنبيد خمسة ملايين وأكثر من عرق المانشو ذي الفراء والقرون، ولنطهر أنفسنا من 260 عامًا من الألم القاسي والمتواصل».
«لا أنزعج من الإعادة مرارًا وتكرارًا أننا عبيد المانشو ونعاني من طغيانهم داخليًا، ونتعرض لمضايقات من القوى، ومستعبدون بشكل مضاعف خارجيًا».
«اقتلوا الإمبراطور الذي نصبه المانشو كتحذير لأجيال لا تعد ولا تحصى من أن الحكومة الاستبدادية يجب عدم إحيائها.»
«إعادة تسمية الدولة باسم جمهورية الصين»

## الإطاحة بسلالة تشينغ
حُفزت ثورة شينهاي عام 1911 بفضل انتصار انتفاضة ووتشانغ، عندما أرسل ثوار ووتشانغ المنتصرون برقية إلى المقاطعات الأخرى طالبين منهم إعلان استقلالهم، فأعلنت 15 مقاطعة في جنوب الصين ووسطها ذلك.
ارتكب ثوار شينهاي مذابح جماعية ضد المانشو عبر المدن الصينية. شملت مذابح المانشو المشهورة ما حدث في ووهان حيث ذبح نحو 10,000 مانشو ونحو 20 ألف مانشو في شيان. انقسم مجتمع الهوي المسلم في دعمه لثورة شينهاي عام 1911. إذ دعم مسلمو الهوي في شنشي الثوار، بينما دعم مسلمو الهوي في قانسو سلالة تشينغ. انضم مسلمو الهوي الأصليون (المحمديون) في شيان (مقاطعة شنشي) إلى ثوار الهان الصينيين في ذبح جميع سكان شيان البالغ عددهم 20 ألفًا. وقف مسلمو الهوي الأصليون في مقاطعة قانسو بقيادة الجنرال ما أنليانغ إلى جانب سلالة تشينغ واستعدوا لمهاجمة الثوار المناهضين لتشينغ في مدينة شيان. أسر عدد قليل فقط من أثرياء المانشو للحصول على فدية ونجت بعض إناث المانشو. احتجز الصينيون الهان الأثرياء فتيات المانشو ليصبحن عبيدًا لهم، واحتجزت القوات الصينية الفقيرة شابات المانشو لتصبحن زوجاتهم. واحتجز مسلمو الهوي في شيان فتيات المانشو الشابات الجميلات في أثناء المذبحة وربوهن كمسلمات.
أخيرًا، بعد أكثر من قرنين من الزمان، أُطيح بسلالة تشينغ وتأسست الصين لتصبح جمهورية جديدة.
حظر الرئيس يوان شيكاي في أثناء الحكم الجمهوري النصوص المحتوية على محتوى مناهض للمانشو.